# 鎌倉御用邸

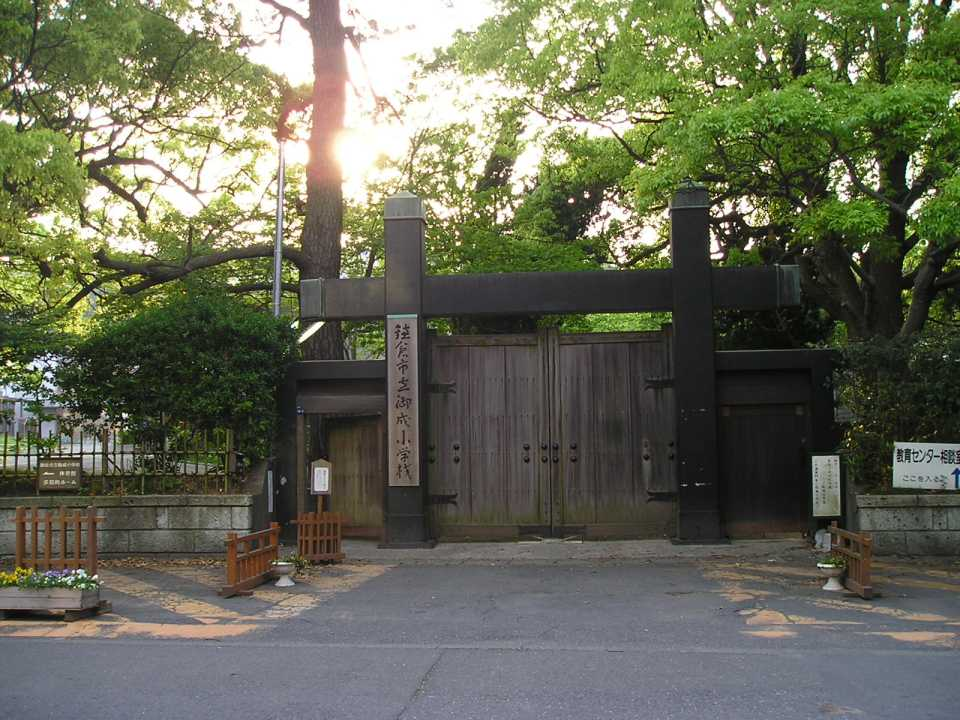
御成小学校正門。普段は左脇の通用門から出入りする。もともとは御用邸の正門だった

鎌倉御用邸（かまくらごようてい）は、1899年（明治32年）9月に、明治天皇の皇女である富美宮・泰宮による避寒のため、神奈川県鎌倉郡鎌倉町大町（現：神奈川県鎌倉市御成町）に造営された御用邸。1931年（昭和6年）に廃された。

## 御用邸の造営
明治時代並びに大正時代の鎌倉は、山階宮家、島津・松方両公爵家、前田侯爵家など、皇族や華族、政府高官の別荘が存在する海浜別荘地として著名であった。
1894年（明治27年）1月には近隣の葉山に御用邸（葉山御用邸）が造営されており、また、大正天皇や英照皇太后による行幸啓が行われるなど、皇族にとって所縁ある地であり、前田侯爵家別荘（現：鎌倉文学館の地）に長期滞在したことのある両内親王（富美宮・泰宮）にとっても、鎌倉は東京から近距離で、社寺や江ノ島、金沢など情緒ある行楽地であった。
1899年（明治32年）、鎌倉御用邸は、国有地や両内親王の養育主任・林友幸などの民有地を買収した約1万8000坪の地に、麻布第二御料地内の殿舎を移築して造営された。4月11日に地鎮祭が行われ、工期は短く、同年9月には竣工する。
1900年（明治33年）、両内親王は1月8日から4月26日までの約4ヶ月間滞在し、これ以後、1月から4月までの約4ヶ月間、避寒を目的として毎年のように愛用した。当時の海浜別荘は海水浴を主目的にしていたが、海水浴をする前例のない皇女にとって鎌倉は避寒の地であり、両内親王は箱根の宮ノ下御用邸を避暑に利用していた。
幼少期に愛用した両内親王も、1910年（明治43年）に富美宮が朝香宮鳩彦王と、1915年（大正4年）には泰宮が東久邇宮稔彦王とそれぞれ結婚する。元来、両内親王以外に皇族の利用が少なかった鎌倉御用邸は、両内親王の成婚を契機として状況が変化し、1919年（大正8年）に敷地の内1000坪を大正天皇の生母・柳原愛子に貸与されて別邸が建設される等、次第に顧みられることは少なくなっていった。

## 関東大震災による被害
1923年（大正12年）9月1日の関東大震災は、鎌倉御用邸にも甚大な被害をもたらした。震災時に皇族の滞在はなかったものの、御用邸内の11棟の建物が全壊、2棟が半壊する。震災直後は、避難所として最大約400人もの罹災者に開放されている。

## 御用邸の廃止
震災後、御用邸内の建物は再建されることはなく、また、貸与されていた柳原の別邸敷地は新たに下賜される。やがて、宮内省は震災被害を契機として不要な御用地を整理する方針をとった結果、
1930年（昭和5年）、他の離宮、御用邸とともに廃止が決定した。
元来、三方を山に囲まれた鎌倉は土地が狭いうえに平坦地が少ない。当時、町内人口の増加によって新たに小学校建設の必要が生じていたものの、用地難のため計画が混迷していた。そして、町が宮内省に対して払い下げ申請を行った結果、1931年（昭和6年）、御用邸敷地の大部分（約1万3000坪）の払い下げを許可され、御用邸の廃止が決定された。
1933年（昭和8年）11月、鎌倉町立御成小学校が開校された。校門は当時のままに冠木門を利用し、校名・校章は、かつて校地に御用邸が存在した故事に因んで制定されている。現在、跡地には御成小学校の他、鎌倉市役所、鎌倉市中央図書館などが立地している。
1965年（昭和40年）、住居表示に関する法律施行に伴う地名変更に際して、鎌倉市は旧鎌倉御用邸の周辺地域（大町、小町、扇ガ谷）の一部について、御用邸が存在したことを残すべく町名を御成町に変更した。